# Onthophagus emarginatus
Onthophagus emarginatus là một loài bọ cánh cứng trong họ Bọ hung (Scarabaeidae).